# Lehtojärvi, Rovaniemi

Den älghuvudskulptur från stenålden som hittats i Lehtojärvi.

Lehtojärvi är en by med cirka 280 invånare (2018) vid ett stillvatten med samma namn i sjön Sinettäjärvi cirka 25 kilometer från Rovaniemi centrum. Lehtojärvi är en fyndplats där man har hittat en unik älghuvudskulptur från stenåldern. 
Skulpturen är gjord av tall och har varit rödmålad. Dess funktion är inte helt klarlagd, men den har troligen suttit i stäven på en ekstock eller i ändan av en stav; bägge företeelserna återges på skandinaviska och östkarelska hällristningar. Skulpturen har daterats till den mesolitiska stenåldern, omkring 7 500 f.Kr.